# Pellenes shoshonensis
Pellenes shoshonensis är en spindelart som beskrevs av Willis J. Gertsch 1934. Pellenes shoshonensis ingår i släktet Pellenes och familjen hoppspindlar. Inga underarter finns listade i Catalogue of Life.